# Rafał Osumek
Rafał Osumek (ur. 21 sierpnia 1975 w Częstochowie) – polski żużlowiec.
Licencję żużlową zdobył w 1991 roku. W rozgrywkach z cyklu drużynowych mistrzostw Polski startował w latach 1992–2006, reprezentując kluby Włókniarza (Yawalu) Częstochowa (1992–1999, 2004–2005), GKM Grudziądz (2000), Śląska Świętochłowice (2001), Kolejarza Opole (2003) oraz Ukrainy Równe (2006).
Dwukrotny finalista młodzieżowych indywidualnych mistrzostw Polski (Rzeszów 1995 – X m, Rzeszów 1996 – XV m), trzykrotny finalista młodzieżowych mistrzostw Polski par klubowych (Rybnik 1993 – VII m, Piła 1995 – srebrny medal, Leszno 1996 – brązowy medal), trzykrotny finalista młodzieżowych drużynowych mistrzostw Polski (Rzeszów 1994 – IV m, Gorzów Wielkopolski 1995 – IV m, Częstochowa 1996 – złoty medal), dwukrotny finalista mistrzostw Polski par klubowych (Częstochowa 1995 – VI m, Gorzów Wielkopolski 1998 – IV m), finalista „Brązowego” (Piła 1994 – XIV m) oraz „Srebrnego Kasku” (Toruń 1995 – XIV m). Zdobywca III m. (1995) i II m. (2004) w rozegranych w Częstochowie turniejach pamięci Bronisława Idzikowskiego i Marka Czernego.